# Stephen Timms

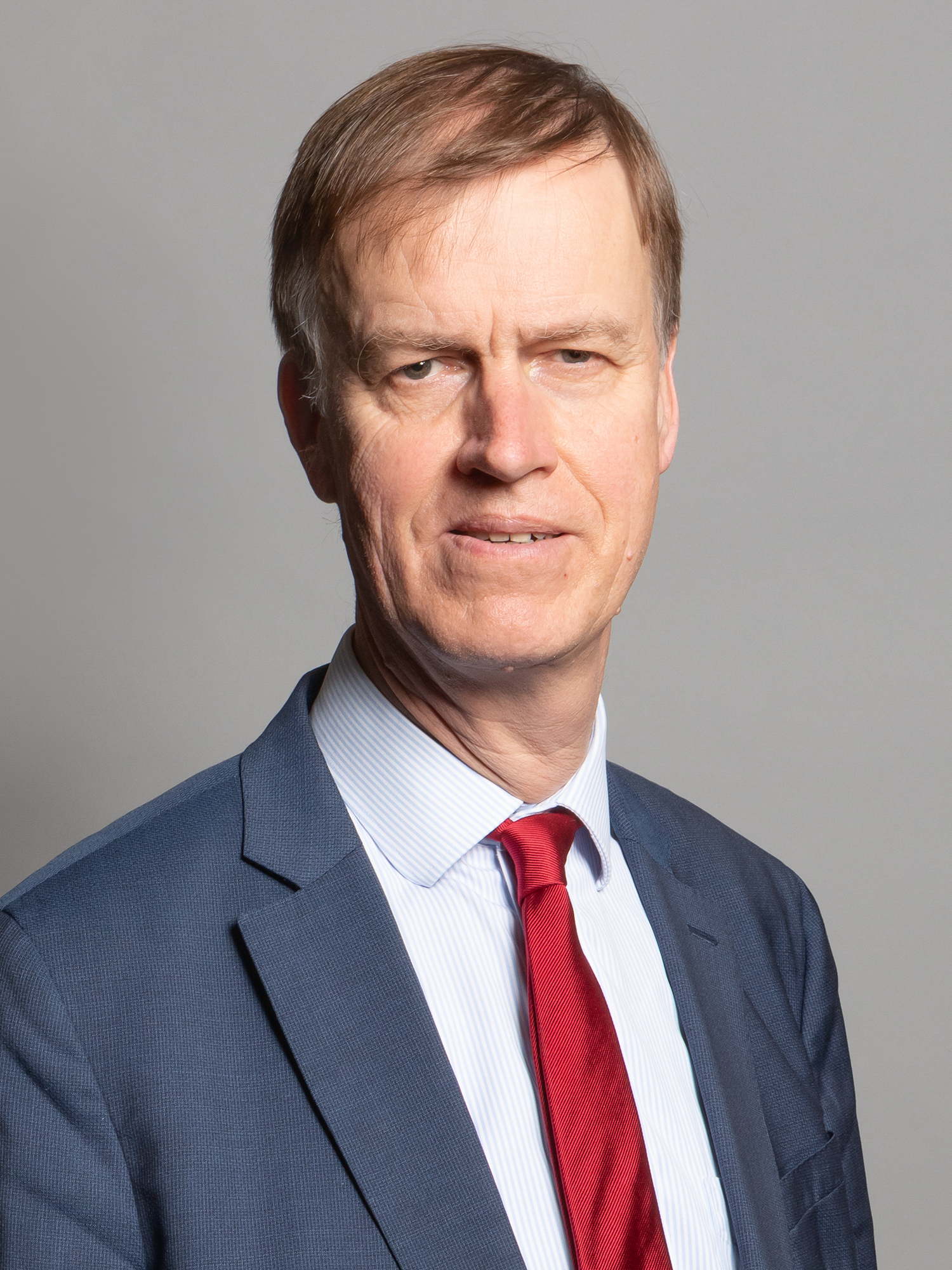
Stephen Timms (13. Januar 2020)

Sir Stephen Creswell Timms, PC (* 29. Juli 1955 in Oldham, Lancashire, England) ist ein britischer Politiker der Labour Party, der seit 1994 Mitglied des Unterhauses (House of Commons) ist und verschiedene Regierungsämter bekleidete. Er war unter anderem zwischen 2006 und 2007 Chief Secretary to the Treasury im dritten Kabinett Blair.

## Leben

### Studium, berufliche Laufbahn, Kommunalpolitiker und Unterhausabgeordneter
Stephen Creswell Timms, Sohn des Ingenieurs Ronald James Timms und der Lehrerin Margaret Joyce Timms, absolvierte nach dem Besuch der Farnborough Grammar School ein Mathematikstudium am Emmanuel College der University of Cambridge und beendete dieses 1977 mit einem Bachelor of Science (B.S. Mathematics). Ein darauffolgendes postgraduales Studium im Fach Operations Research schloss er 1978 mit einem Master of Philosophy (M.Phil.) ab. Danach begann er seine berufliche Laufbahn in der Telekommunikationsindustrie und war zunächst zwischen 1978 und 1986 Mitarbeiter des IT-Dienstleistungsunternehmens Logica sowie im Anschluss von 1986 bis 1994 von Ovum Ltd., wo er als Manager für die Erstellung von Berichten über die Zukunft der Telekommunikation verantwortlich war. Mitte der 1980er Jahre begann er seine politische Laufbahn für die Labour Party in der Kommunalpolitik, als er 1984 bei einer Nachwahl (By-election) zu Mitglied des Rates des London Borough of Newham gewählt wurde und diesem für den Wahlbezirk Little Ilford Ward bis 1994 angehörte. Zuletzt war er zwischen 1990 und 1994 Vorsitzender des Newham London Borough Council.
Nach dem Tode von Ron Leighton am 28. Februar 1994 wurde Timms als Kandidat der Labour Party bei der dadurch notwendigen Nachwahl im Wahlkreis Newham North East am 9. Juni 1994 mit 74,97 Prozent der Wählerstimmen erstmals zum Mitglied des Unterhauses (House of Commons) gewählt. Zu Beginn seiner Parlamentszugehörigkeit war er zwischen dem 27. Juni 1994 und dem 21. März 1997 Mitglied des Gemeinsamen Parlamentsausschusses für den Gesetzentwurf über Konsolidierungen (Consolidation etc. Bills (Joint Committee)) sowie zugleich vom 15. Januar 1996 bis zum 21. März 1997 Mitglied des Schatzausschusses (Treasury Committee). Bei der Unterhauswahl am 1. Mai 1997 wurde er dann im Wahlkreis East Ham zu Mitglied des Unterhauses gewählt und bei den darauffolgenden Unterhauswahlen am 7. Juni 2001, 5. Mai 2005, 6. Mai 2010, 7. Mai 2015, 8. Juni 2017 und 12. Dezember 2019 jeweils wiedergewählt.

### Parlamentarischer Unterstaatssekretär, Staatsminister undChief Secretary to the Treasuryin den Kabinetten Blair

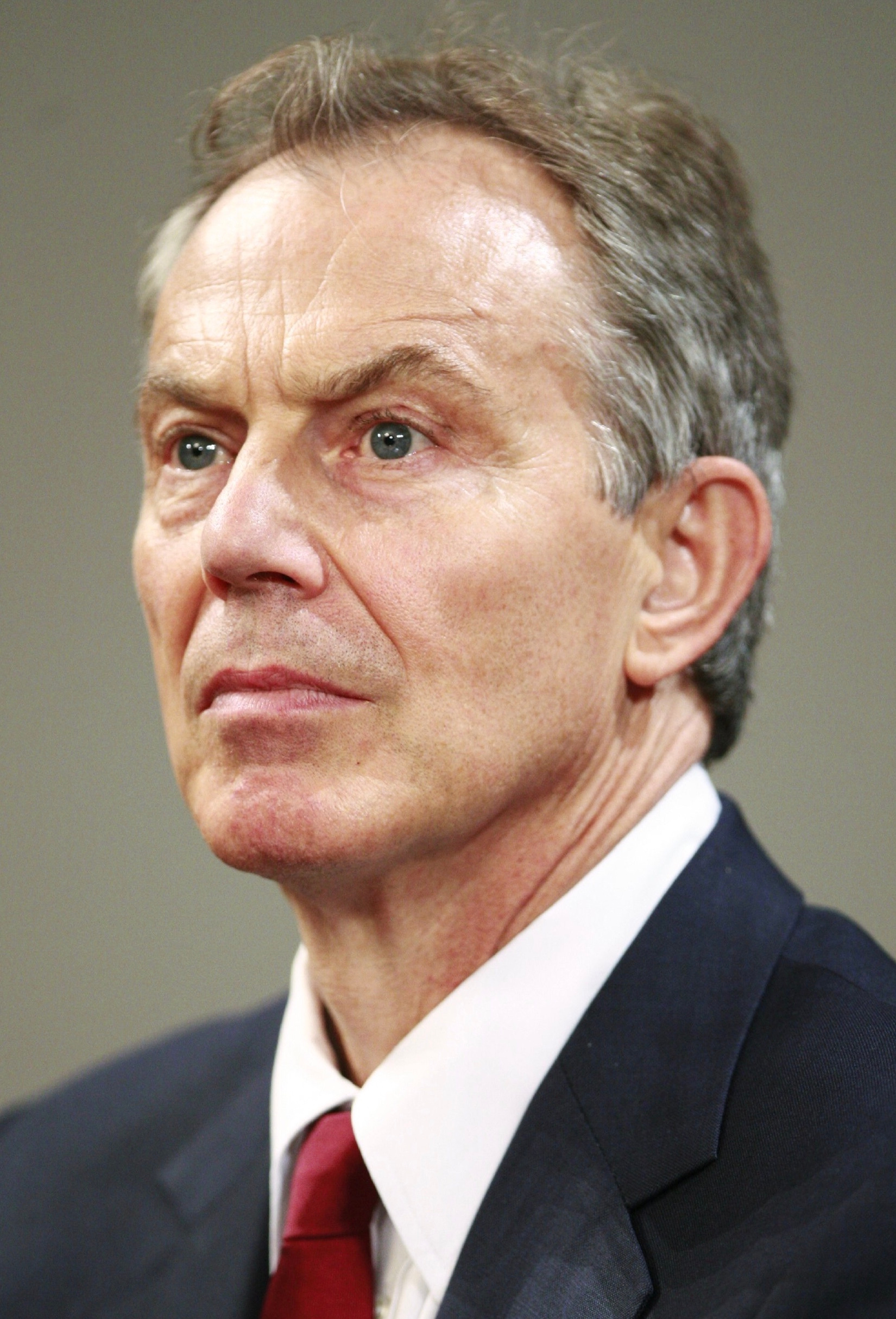
In den drei Kabinetten von Premierminister Tony Blair fungierte Timms als Parlamentarischer Unterstaatssekretär, Staatsminister und Chief Secretary to the Treasury.

Am 28. Juli 1998 übernahm Timms im ersten Kabinett Blair sein erstes Regierungsamt und fungierte zunächst bis zum 30. Dezember 1998 als Parlamentarischer Unterstaatssekretär im Ministerium für soziale Sicherheit (Parliamentary Under-Secretary, Department of Social Security). Im Anschluss war er vom 1. Januar bis zum 29. Juli 1999 Staatsminister im Ministerium für soziale Sicherheit (Minister of State, Department of Social Security) sowie zwischen dem 29. Juli 1999 und dem 7. Juni 2001 Finanzsekretär im Schatzamt (Financial Secretary, HM Treasury). Während dieser Zeit war er vom 3. November 1999 bis zum 11. Mai 2001 zugleich erstmals Mitglied des Ausschusses für öffentliche Rechnungslegung (Public Accounts Committee).
Im zweiten Kabinett Blair übernahm Stephen Timms am 11. Juni 2001 anfangs das Amt als Staatsminister für Schulen im Ministerium für Bildung und Qualifikationen (Minister of State for Schools, Department for Education and Skills) sowie danach zwischen dem 29. Mai 2002 und dem 9. September 2004 als Staatsminister für E-Commerce & Wettbewerbsfähigkeit im Ministerium für Handel und Industrie (Minister of State for e-Commerce & Competitiveness, Department of Trade and Industry), ehe er vom 30. September 2004 bis zum 10. Mai 2005 erneut Finanzsekretär im Schatzamt war. Er war zudem zwischen dem 18. Oktober 2004 und dem 12. Juli 2005 abermals Mitglied des Ausschusses für öffentliche Rechnungslegung.
Nach der Bildung des dritten Kabinett Blair wurde Timms am 10. Mai 2005 Staatsminister im Ministerium für Arbeiten und Altersversorgung (Minister of State, Department for Work and Pensions) und hatte dieses Amt bis zum 5. Mai 2006 inne. Im Zuge einer Kabinettsumbildung löste er am 5. Mai 2006 Des Browne als Chefsekretär des Schatzsamtes (Chief Secretary to the Treasury) und bekleidete dieses dritthöchste Amt im Schatzamt bis zum 28. Juni 2007. Zugleich wurde er am 5. Mai 2006 auch zum Mitglied des Geheimen Kronrates (Privy Council) berufen. Nach einer weiteren Regierungsumbildung am 2. Juli 2007 wurde er Staatsminister für Wettbewerbsfähigkeit im Ministerium für Wirtschaft, Unternehmen und Regulierungsreform (Minister of State for Competitiveness, Department for Business, Enterprise and Regulatory Reform) und behielt diese Position bis zum 25. Januar 2008. Anschließend war er zwischen dem 25. Januar und dem 5. Oktober 2008 Staatsminister für Beschäftigung und Sozialreform im Ministerium für Arbeit und Altersversorgung (Minister of State for Employment and Welfare Reform, Department for Work and Pensions) sowie daraufhin vom 5. Oktober 2008 bis zum 6. Mai 2010 wieder Finanzsekretär im Schatzamt. Als solcher war er vom 12. Januar 2009 bis zum 6. Mai 2010 zuständig für den Gemeinsamen Parlamentsausschuss für den Gesetzentwurf über steuerrechtliche Umschreibungsvorlagen Tax Law Rewrite Bills (Joint Committee). Des Weiteren war er in Personalunion zwischen dem 6. August 2009 und dem 6. Mai 2010 auch Parlamentarischer Unterstaatssekretär für die Digitalisierung Großbritanniens im Ministerium für Unternehmen, Innovation und Qualifikationen (Parliamentary Under-Secretary for Digital Britain, Department for Business, Innovation and Skills).

### Opposition und Mitglied des Schattenkabinetts

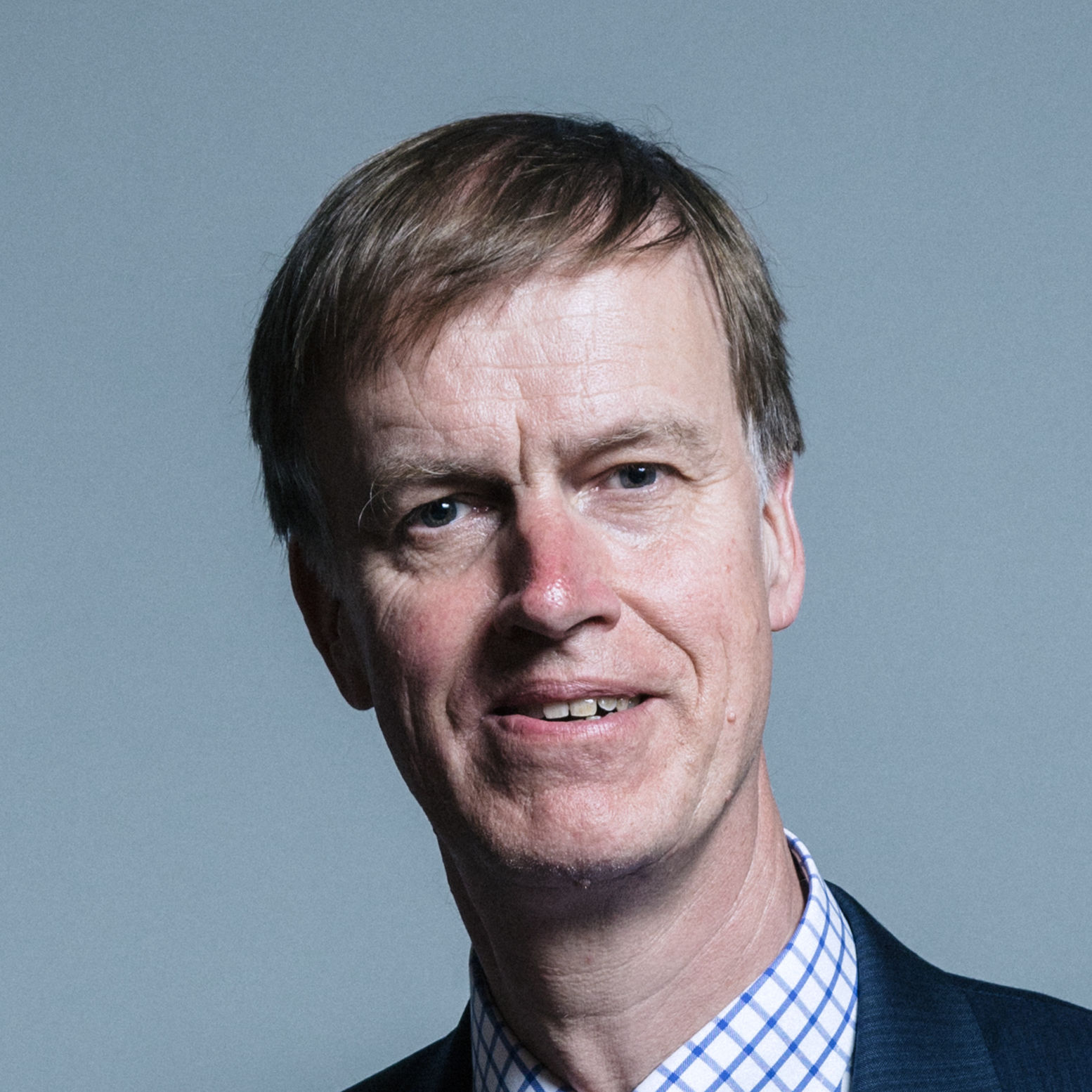
Nach der Wahlniederlage der Labour Party bei den Unterhauswahlen am 6. Mai 2010 übernahm Stephen Timms in der Opposition Posten im Schattenkabinett seiner Partei.

Nach der Wahlniederlage der Labour Party bei den Unterhauswahlen am 6. Mai 2010 war Timms im Shadow Cabinet, dem Schattenkabinett seiner Partei, vom 12. Mai bis zum 8. Oktober 2010 anfangs „Schatten-Finanzsekretär im Schatzamt“ sowie „Schatten-Minister für die Digitalisierung Großbritanniens“. Am 14. Mai 2010 wurde Timms von der 21-jährigen islamistischen Extremistin Roshonara Choudhry während einer Wahlkreisversammlung in der Beckton Globe Library in Kingsford Way, Beckton, East London, angesprochen. Choudhry stach Timms zweimal mit einem Küchenmesser in den Unterleib, bevor sie entwaffnet wurde. Sie erklärte, dass sie durch das Anschauen von Predigten von Anwar al-Awlaki, einem Anführer von Al-Qaida auf der Arabischen Halbinsel, beeinflusst worden sei und dass ihr Angriff darauf abzielte, Timms dafür zu bestrafen, dass er für den Irakkrieg gestimmt habe, und Rache für das irakische Volk zu suchen. Er erlitt „potentiell lebensbedrohliche“ Wunden an der Leber und am Magen. Timms unterzog sich einer Notoperation im Royal London Hospital, aus dem er am 19. Mai entlassen wurde. Am 2. November 2010 wurde Choudhry des versuchten Mordes an Timms für schuldig befunden. Anschließend wurde sie zu lebenslanger Haft mit einer Mindeststrafe von 15 Jahren verurteilt. Er war im Anschluss zwischen dem 8. Oktober 2010 und dem 18. September 2010 „Schatten-Minister für Arbeit und Altersversorgung“.
In den nachfolgenden Jahren der Opposition engagierte sich Stephen Timms wiederum in zahlreichen Ausschüssen und war zunächst zwischen dem 1. Februar und dem 31. Oktober 2016 sowohl Mitglied des Bildungsausschusses (Education Committee) als auch des Unterausschusses für Bildung, Qualifikationen und die Wirtschaft (Education, Skills and the Economy Sub-Committee). Danach war er vom 31. Oktober 2016 bis zum 3. Mai 2017 sowie erneut zwischen dem 11. September 2017 und dem 6. November 2019 Mitglied des Ausschusses für die künftigen Beziehungen zur Europäischen Union(Committee on the Future Relationship with the European Union). Seit dem 29. Januar 2020 ist er Vorsitzender des Ausschusses für Arbeit und Altersversorgung (Work and Pensions Committee) sowie seit dem 4. März 2020 auch Mitglied des Gemeinsamen Parlamentsausschusses für Kirchen (Ecclesiastical Committee (Joint Committee)) und zudem seit dem 20. Mai 2020 Mitglied des Verbindungsausschusses (Liaison Committee). Daneben engagiert er sich seit dem 15. Dezember 2021 im Ausschuss für den Gesetzentwurf zur Pflichtversicherung von Kraftfahrzeugen (Motor Vehicles (Compulsory Insurance) Bill). Im Rahmen der sogenannten „Birthday Honours“ wurde er am 1. Juni 2022 zum Knight Bachelor (Kt) geschlagen und führt seither den Namenszusatz „Sir“.
Seit 1986 ist er mit Hui-Leng Lim verheiratet.